# Diócesis de Fiesole
La diócesis de Fiesole (en latín: Dioecesis Faesulana y en italiano: Diocesi di Fiesole) es una circunscripción eclesiástica de la Iglesia católica en Italia. Se trata de una diócesis latina, sufragánea de la arquidiócesis de Florencia. Desde el 21 de abril de 2022 su obispo es Stefano Manetti.

## Territorio y organización

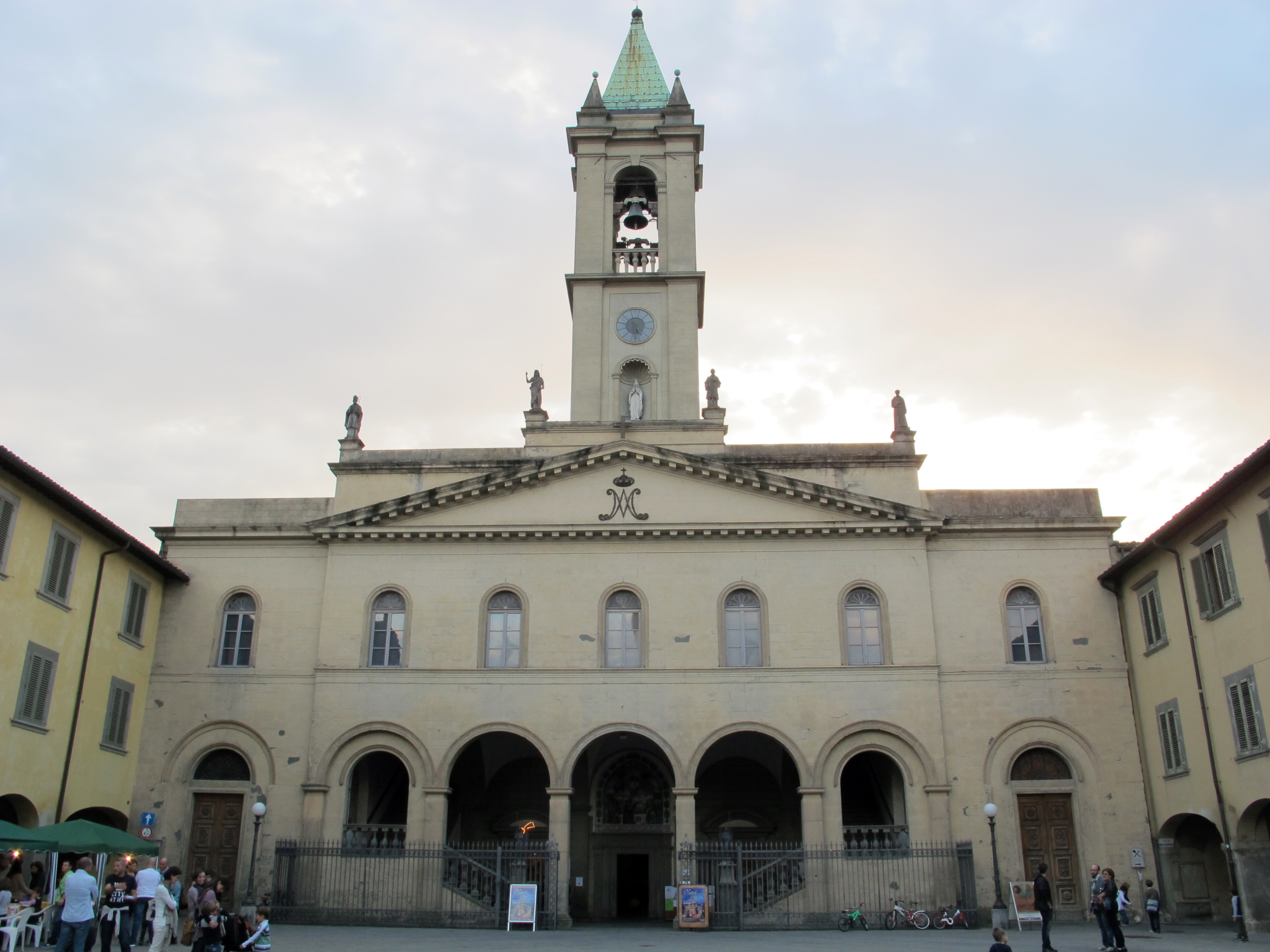
Basílica de Santa María de las Gracias, en San Giovanni Valdarno

La diócesis tiene 1300 km² y extiende su jurisdicción sobre los fieles católicos de rito latino residentes en parte de la región de Toscana, comprendiendo:
- en la provincia de Arezzo las comunas de: Pratovecchio Stia (creada en 2014 por fusión de las comunas de Pratovecchio y Stia), Montemignaio, Castel San Niccolò, las parroquias de Santa Maria en Porrena, Santa Margherita en Quorle y San Lorenzo en Sala, de la comuna de Poppi,[nota 1] Castelfranco Piandiscò (creada en 2014 por fusión de las comunas de Castelfranco di Sopra y Pian di Scò), San Giovanni Valdarno (excepto la parroquia de Santa Teresa d'Avila que pertenece a la diócesis de Arezzo-Cortona-Sansepolcro, siendo el límite el río Arno), Cavriglia y parte de Montevarchi,[nota 2]
- en la provincia de Siena la comuna de Radda in Chianti, la parroquia dei Santi Pietro e Paolo en la fracción de Castagnoli de la comuna de Gaiole in Chianti,[nota 3] parte de la comuna de Castellina in Chianti,[nota 4] y la parroquia de San Lorenzo en Tregole en la comuna de Castelnuovo Berardenga;
- en la ciudad metropolitana de Florencia las comunas de: Dicomano, San Godenzo, Londa, Rufina, Pelago, Reggello, Rignano sull'Arno (excepto un pequeño sector que pertenece a la arquidiócesis de Florencia), Figline e Incisa Valdarno, Greve in Chianti (excepto un sector que pertenece a la arquidiócesis de Florencia) y un minúsculo sector de Tavarnelle Val di Pesa. El territorio de la arquidiócesis de Florencia rodea un enclave (la Isola di Fiesole) de la diócesis de Fiesole formado por parte de 3 comunas repartidas entre las dos circunscripciones: Vaglia, Pontassieve y Fiesole, dentro del cual se encuentra la propia ciudad episcopal de Fiesole.[1] En este enclave se encuentran además 3 parroquias en la comuna de Florencia (San Martino a Mensola, Santa Croce al Pino y Santa Maria del Fiore a Lapo, además de la iglesia de Santa Maria in Campo en vía del Proconsolo que ya no es parroquia desde 1684.

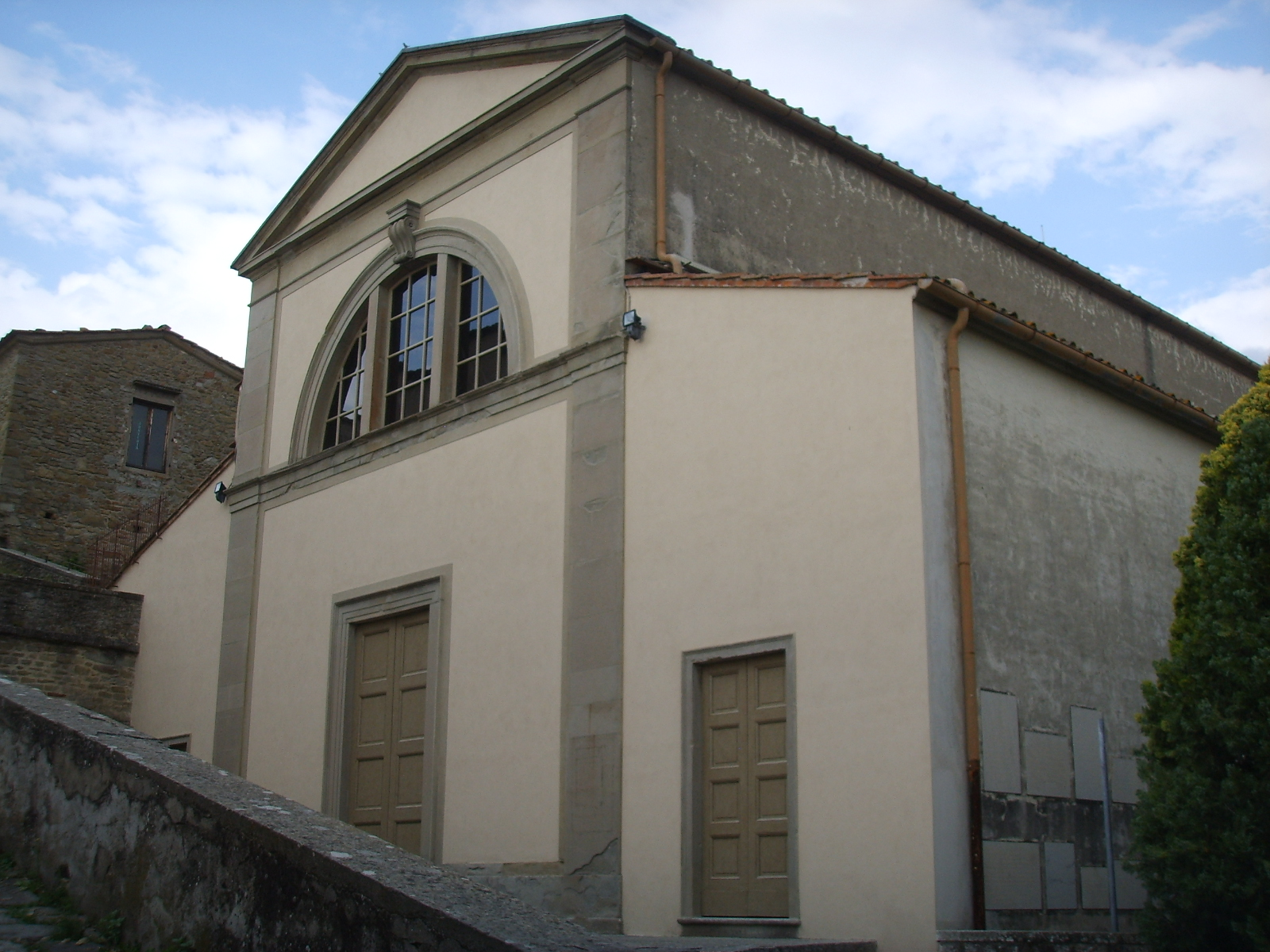
Basílica de San Alejandro, en Fiesole

Geográficamente la jurisdicción pastoral fiesolana se de reparte sobre tres territorios principales: el Valdarno (el valle que recorre el río Arno), tanto en Arezzo como Florencia, hasta Montevarchi; el valle de Sieve hasta Dicomano, incluido el Casentino hasta Poppi; el Chianti fiorentino hasta Tavarnelle en el valle de Pendida y luego continuando en el Chianti sienés hasta Castelnuovo Berardenga.

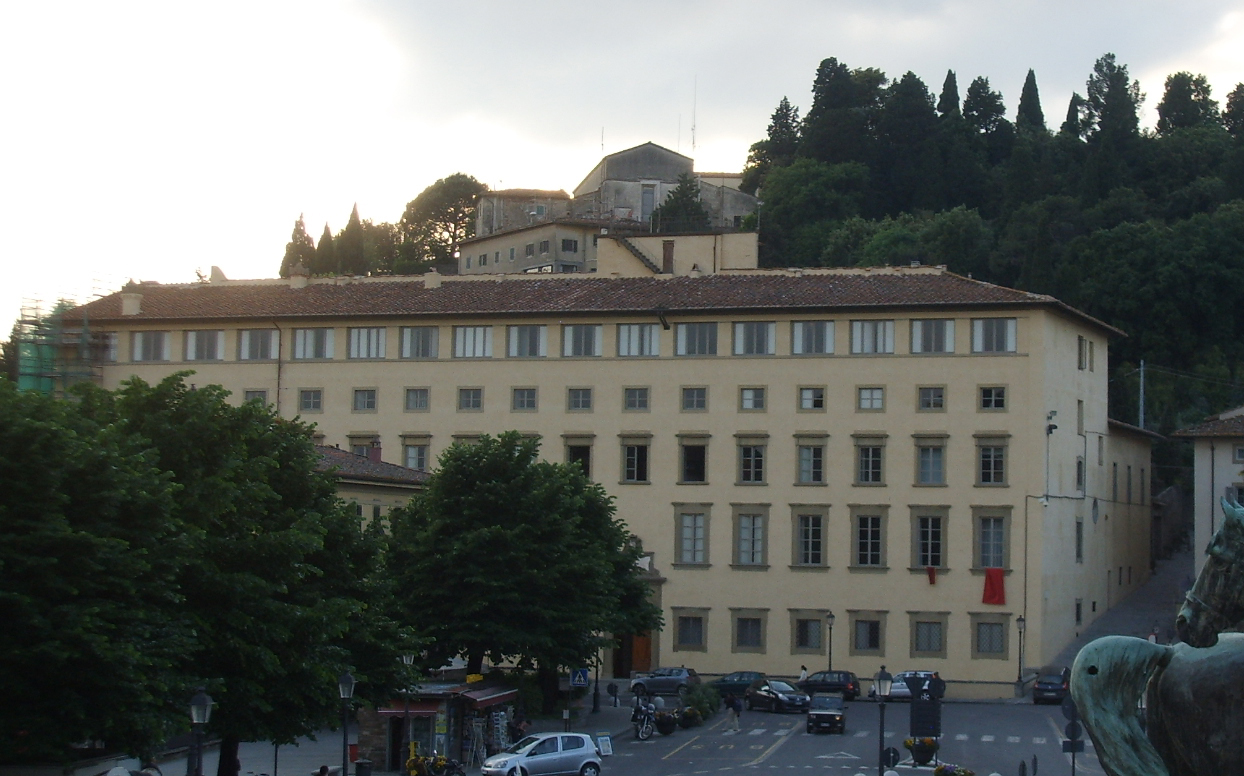
Seminario episcopal de Fiesole

La sede de la diócesis se encuentra en la ciudad de Fiesole, en donde se halla la Catedral de San Rómulo y la basílica de San Alejandro. En San Giovanni Valdarno se encuentra la basílica de Santa María de las Gracias.

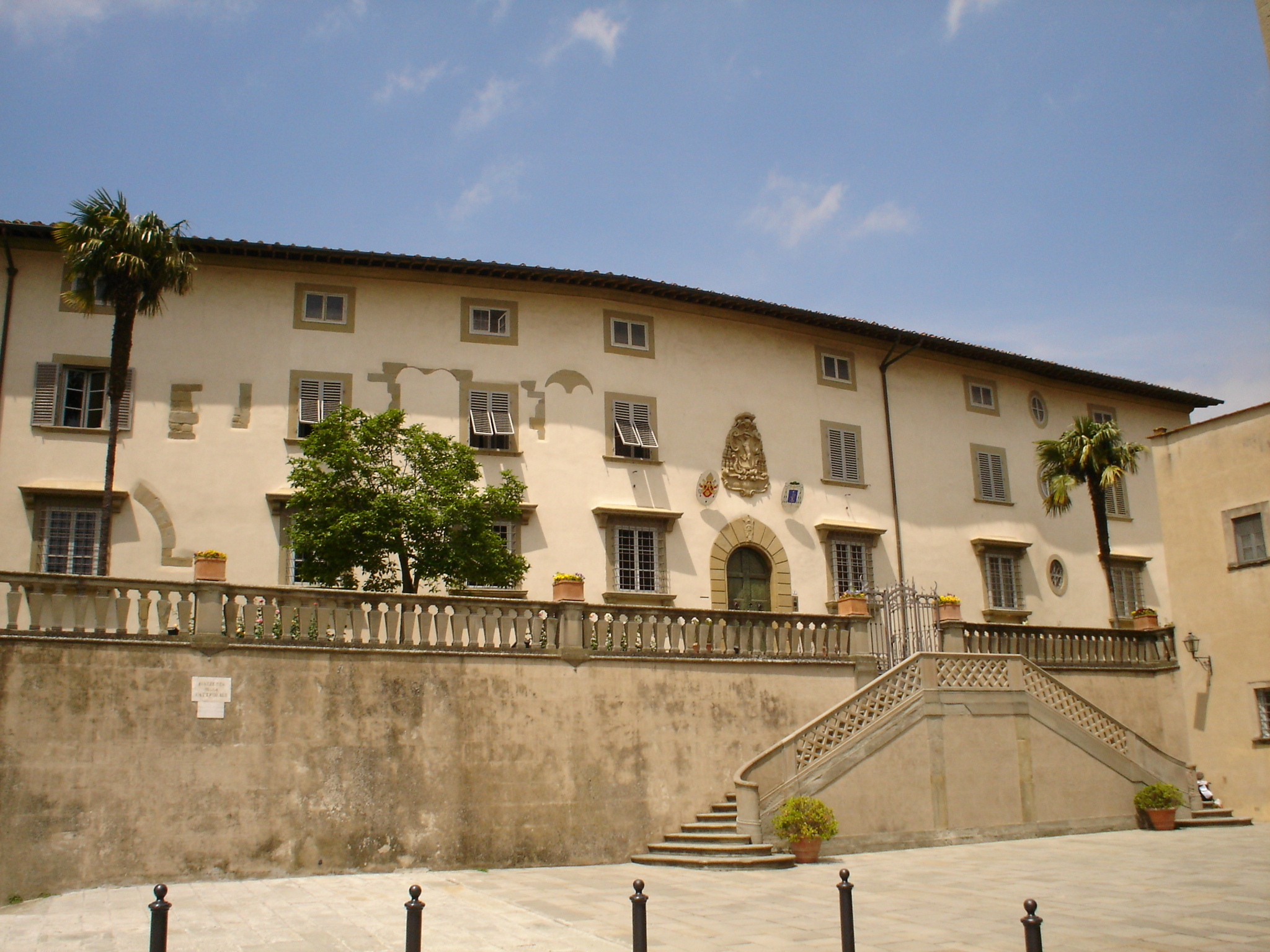
Palacio episcopal de Fiesole

En 2023 en la diócesis existían 215 parroquias agrupadas en 7 vicariatos: Isola di Fiesole, Valdarno Fiorentino, Valdarno Aretino, Altipiano Valdarnese, Val di Sieve, Chianti y Casentino.

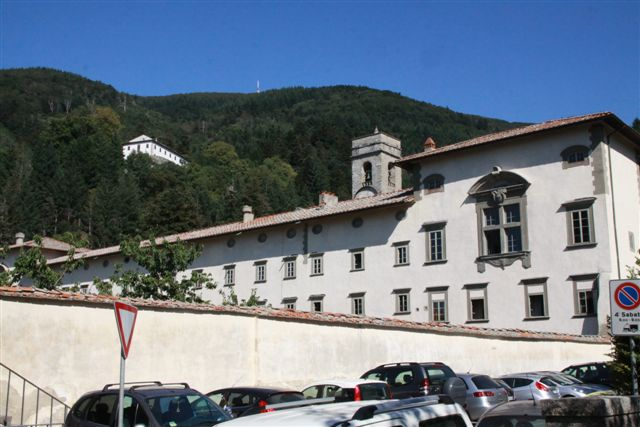
Abadía de Vallombrosa, fundada por Juan Gualberto en el

## Historia

### Origen y primeros siglos de la diócesis
Según la tradición, el primer obispo de Fiesole fue san Rómulo, enviado allí a predicar el cristianismo por el mismo san Pedro, de quien era discípulo. La leyenda fue relanzada, entre otros, por Giovanni Villani, por san Antonino y por el martirologio romano: san Rómulo habría muerto mártir en Fiesole en el año 67, después de haber sido enviado por san Pedro para convertir al pueblo de Fiesole y por lo tanto es considerado el primer obispo de la diócesis.
Sin embargo, desde el siglo XIX es más probable fechar el origen de la sede episcopal de Fiesole en el siglo III o V, sobre todo porque no se han encontrado rastros documentales de sus pastores hasta al menos el siglo IV. De hecho, el primer nombre que aparece como obispo es el de san Rómulo, de Fiesole, que comenzó como monaguillo en un templo cristiano local y que luego, tras haber escalado toda la jerarquía eclesiástica, fue elegido obispo, como consta de dos cartas que le envió san Ambrosio.
Posteriormente, el papa Gelasio I menciona, en una carta a Elpidio, obispo de Volterra, a otro obispo anónimo de Fiesole a quien el pontífice define como "longevo" y culpa de haber ido a Ravena a la corte de Teodorico, que era hereje, por ser seguidor del arrianismo, y de haberse ocupado personalmente, sin el consentimiento papal, del destino de la diócesis ocupada por los ostrogodos en ese momento. Luego, en el año 536, un obispo Rustico de Fiesole fue legado del pontífice Agapito I en el Concilio de Constantinopla convocado por el patriarca Menas.
El papa Pelagio I, el 15 de febrero de 556, escribió a los siete obispos de la Tuscia Annonaria, entre los cuales estaba el de Fiesole pero sin llamarlo por su nombre, y por lo tanto también permaneció anónimo, pidiéndoles que reconfirmaran su lealtad a Roma, ya que se acercaba la hora del descenso de los lombardos a Italia, que se preveía que no sería, para la Iglesia romana, un don del cielo. De hecho, en Fiesole, después de la conquista lombarda, muchas iglesias fueron destruidas o despojadas de sus bienes y los sacerdotes de Fiesole fueron perseguidos o reducidos a la pobreza y obligados a refugiarse en Luni o en diócesis cercanas. Durante este período la sede de Fiesole quedó vacante por algunas décadas hasta que en 599, el papa Gregorio Magno nombró a Venanzio, obispo de Luni, para ocuparse de la reconstrucción de la diócesis. A partir de entonces hay nuevamente un vacío documental. Solo 150 años después, en un epígrafe, reaparece el nombre de un obispo de Fiesole, Teodaldo, originario de Arezzo, quien el 5 de julio de 715 junto a los obispos de Florencia, Pisa y Lucca, en la iglesia de San Genesio situada en el antiguo pueblo de Vicus Uualari cerca de San Miniato, pronunció un discurso a favor de la Iglesia de Arezzo.
Del Archivo Capitular de Arezzo se sabe que el 5 de julio de 715 un colegio episcopal presidido por Gunteram, esposa del rey Liutprando, se reunió en San Genesio in Vallari para juzgar la controversia entre el obispo de Arezzo y el de Siena sobre algunas iglesias en disputa. El colegio episcopal emitió una sentencia favorable a la diócesis de Arezzo.

### Los obispos-santos
Con el fin del Reino longobardo y la reorganización franca de los territorios italianos, también en Fiesole el poder temporal y espiritual se fusionaron en la única figura del obispo-conde. El primer prelado documentado de Fiesole investido como señor feudal del Sacro Imperio Romano Germánico es un Leto del siglo IX, posteriormente venerado como santo. Leto se encontró teniendo que gestionar, desde un punto de vista puramente político, una situación bastante espinosa, ya que la sociedad feudal, o al menos la de Fiesole, se caracterizaba por una extrema fragilidad política causada por la virulencia y la anarquía de los potentados locales, que solo podían ser mantenidos a raya con donaciones y concesiones territoriales a menudo costosas.
Por otra parte, el territorio jurisdiccional de la diócesis se extendía esencialmente sobre zonas montañosas y accidentadas, lo que favorecía por tanto la fragmentación geográfica y el aislacionismo político de las diversas realidades locales. Cada pico, colina, montículo o elevación de la diócesis estaba guarnecido por un castillo o fortaleza cuyos señores, confiados en su inexpugnabilidad, se consideraban de algún modo intocables. Sin olvidar que tres de las familias feudales más poderosas de Florencia, los Guidi, los Ricasoli y los Ubertini, tenían posesiones directamente en el territorio de Fiesole y por lo tanto ciertamente no contribuyeron al proceso de reconocimiento de la superioridad temporal del obispo.
El obispo Alessandro, discípulo y sucesor de Leto, pagó el precio de una actitud similar. En un intento de recuperar el control sobre los vasallos rebeldes y los territorios que habían extorsionado a la diócesis, Alessandro fue a Pavía en 823 para ser recibido en audiencia por el emperador Lotario I y obtener de él un mandato imperial, pero, antes de que el soberano pudiera tomar su decisión, en su camino de regreso a Fiesole el obispo fue atacado cerca de Bolonia por un grupo de asesinos y se ahogó en el río Rin. Fue reconocido como mártir y hecho santo y sus restos reposaron durante siglos, y fueron venerados, en la basílica de Fiesole dedicada a él, la basílica de San Alejandro.
Después de él tomó posesión en Fiesole otro futuro santo: Romano. Se opuso duramente a los profanadores de las iglesias que entraban en las tumbas para despojar a los cadáveres, pero sobre todo gestionó la emergencia de la invasión normanda intentando resistir a los atacantes que sin embargo prevalecieron. En represalia, los normandos destruyeron el palacio episcopal, incendiaron el archivo episcopal y arrasaron la catedral que en aquella época se encontraba fuera de la ciudad, en el lugar donde más tarde se construyó la Badia Fiesolana.
Pero más allá de los méritos y deméritos individuales de los tres santos obispos, lo que más hicieron Leto, Alessandro y Romano por la diócesis fue crear un precedente importante, es decir, dar a la figura del obispo la connotación de árbitro de los poderosos y patrón de los pobres. En aquella época, las continuas guerras y represalias entre castillos, por no hablar de las invasiones y ataques desde el exterior, pesaban casi siempre sobre las poblaciones indefensas y el obispo de Fiesole seguía siendo el único que tenía la autoridad y sobre todo los medios para impedir saqueos y destrucciones. Aun a costa de eliminar ingresos y privilegios diocesanos, siempre y cuando silenciaran las armas. Un esfuerzo reconocido y recompensado por las poblaciones locales que, incluso antes de la canonización oficial, inmediatamente comenzaron a venerar a los tres prelados como santos.
El legado político y espiritual de los santos obispos fue transmitido, con fortunas alternas, a sus sucesores y no sólo durante el resto de la Edad Media sino también durante los dos siglos sucesivos de pax medicea y se agotó sólo a finales del siglo XVIII cuando, con la reorganización y modernización de la Toscana por parte de los Lorena, la función de controlar el cumplimiento de las normas pasó, por ley y competencia, al Estado.

### Condes de Turicchi
Entre los obispos santos también hay que incluir a Donato de Escocia, que sucedió a Grusulf o Grasulf en 829. Se le conoce únicamente porque su nombre aparece en la lista de obispos que participaron en un concilio en Roma convocado por el papa Eugenio II en 826. Donato, conocido como Donato de Escocia, pero en realidad de origen irlandés, llegó a la ciudad inmediatamente después de la devastación normanda y pronto se convirtió en quien dirigió su reconstrucción tanto que, pocos años después de su llegada, fue nombrado obispo por aclamación popular. O al menos así lo quiere la tradición popular, que, junto con su canonización, demuestra cuánto bien había hecho Donato por el pueblo de la diócesis.
A pesar de ello, el largo episcopado de Donato sigue siendo importante sobre todo porque marcó un punto de inflexión en la historia de la ciudad y de la diócesis de Fiesole. De hecho, en el año 854 el condado de Fiesole fue incorporado al condado de Florencia y por tanto el obispado perdió toda jurisdicción civil fuera de los muros de la ciudad. Sin embargo, según la Italia Sacra de Ferdinando Ughelli, Donato logró mantener el título de conde para los obispos de Fiesole, obteniendo para el episcopado la propiedad del condado de Turicchi, hoy parte de la comuna de Rufina.
Otros historiadores, tales como Emanuele Repetti, piensan diferente y no están de acuerdo sobre la existencia del título condal.
Pero aunque la fecha de la transferencia del condado de Turicchi a los obispos de Fiesole sigue siendo incierta, la fecha de su supresión es cierta, es decir, el 1 de septiembre de 1775, ya que «la villa de Turicchi situada en el vicariato de Ponte a Sieve debe considerarse en todos los aspectos como el resto del Gran Ducado, y está sujeta a todas las leyes y órdenes, sin excepciones, que se observan en el resto del Estado». E igualmente cierta es la fecha del 9 de enero de 1776 cuando también se decretó la anulación del título de conde de Turicchi.

### Feudataria del Imperio
Donato de Escocia no sólo fue el último conde de Fiesole, sino también el último obispo elegido directamente por el pueblo de la diócesis según la práctica antigua. De hecho, después de la instauración del Regnum Italiae y su posterior anexión al Imperio, los obispos de Fiesole comenzaron a ser nombrados primero por el soberano italiano y luego por el emperador.
A pesar de la alternancia de las calidades gerenciales y pastorales de los obispos nombrados por el rey, a veces acusados de simonía y más a menudo derrochadores de los bienes diocesanos, la diócesis de Fiesole entró en un período de estabilidad política y por lo tanto de relativo crecimiento entre finales del siglo IX y principios del XII.
El primero de los obispos feudales fue Zanobi, sucesor de Donato, que fue puesto a la cabeza de la Iglesia de Fiesole por Berengario del Friuli de quien obtuvo, para la diócesis, «muchas propiedades y posesiones con los sirvientes y doncellas pertenecientes a aquellos lugares» y mantuvo estrechas relaciones con Guido II de Spoleto de quien también recibió como regalo la "Corte di Sala", hoy Santa Margherita a Saletta en la comuna de Fiesole, la "Corticella di Buiano", hoy Torre di Buiano, y las "selve di Montereggi", ambas en el actual territorio comunal de Fiesole.
Lo que Zanobi había recogido fue luego dilapidado por el obispo Vinizzone, más interesado en su poder personal que en su papel institucional, tanto que bajo su mando se produjo un auténtico éxodo de religiosos que, a causa de los disparatados gastos del obispo, se vieron obligados a buscar otro lugar fuera de la diócesis para poder mantenerse: «cómo iban las cosas [...], dirán aquellos pocos canónigos de la catedral de s. Alessandro, cuando en 967, interrogados por su obispo Zanobi II, por qué eran tan pocos en número, respondieron: por la destrucción y disipación de los bienes de la iglesia de Fiesole, que en aquel momento estaba completamente desolada, desolada y en ruinas. Conmovido por tal miseria, el piadoso prelado les donó muchos bienes, con la condición de que los sacerdotes que servían en las dos iglesias mayores, la catedral y San Alejandro, vivieran juntos en su rectoría». Fue también Zanobi II quien consiguió adjudicar a la diócesis la abadía de San Salvatore in Agna y el obispo Raimondo añadió también la iglesia parroquial de San Ditale, hoy Convento de San Giovanni Battista en Sandetole en Dicomano. Regembaldo, por el contrario, era otro obispo derrochador, pero, para cubrir los gastos, donó parte de sus bienes personales a la diócesis.
Bajo el reinado de Iacopo il Bavaro, nombrado obispo por Enrique II, Fiesole conoció un auténtico renacimiento con la construcción, en 1028, de la nueva catedral, dentro y ya no fuera de las murallas de la ciudad, donde se trasladaron los supuestos restos de san Rómulo. Sobre las ruinas del antiguo palacio episcopal y de la catedral, ambos destruidos dos siglos antes por los normandos, comenzó la construcción de la abadía de San Bartolomeo, más conocida como Badia Fiesolana. Iacopo también hizo construir el nuevo y actual palacio episcopal y fue quien autorizó a San Giovanni Gualberto a fundar su orden y monasterio en Vallombrosa.
Por el contrario, Attinulfo, amigo íntimo de Enrique III, fue acusado abiertamente de simonía y las pruebas contra él eran tan graves que el asunto acabó provocando un gran revuelo: la visita apostólica a Fiesole del papa León IX, doblemente ligado al Imperio y al emperador, no hizo más que aumentar las sospechas y el malestar, en lugar de calmarlos. Trasmondo también fue acusado de simonía y esta vez el papa, Gregorio VII, ya no se mostró tan complaciente con las "investiduras fáciles" como su predecesor. Trasmondo se enfrentó entonces a la prueba del fuego, una práctica típica florentina medieval que consistía esencialmente en caminar sobre brasas encendidas, y habiendo salido ileso fue absuelto de todos los cargos: el Papa amenazó a los habitantes de Fiesole con la excomunión si se atrevían a atacarlo de nuevo.
Sin embargo, el hecho de que la importancia de Fiesole, al menos a nivel político si no eclesiástico, había crecido enormemente bajo los señores feudales imperiales lo demuestra el hecho de que los obispos Guglielmo y Gebizzo supieron negociar en igualdad de condiciones con los condes Guidi y, después de largas negociaciones, obtuvieron en 1099 de Ugo y Alberto di Romena la cesión de los monasterios de Santa Maria a Pietrafitta o agli Alti Monti, bajo Consuma, y de Santa Maria a Poppiena, hoy en territorio de Pratovecchio. Además. Los condes de Romena donaron los dos monasterios con la cláusula de que permanecerían para siempre en la diócesis de Fiesole sin posibilidad de transferencia, especialmente a la diócesis de Arezzo, rival tanto de los Guidi como de los obispos de Fiesole.

### Dominio florentino
Ya del 1123 los florentinos habían comenzado a invadir brutalmente el territorio de Fiesole y los burgos vecinos tanto que Atto, abad de Vallombrosa y luego obispo de Pistoia, escribió a papa Onorio II, invocando el perdón por las violencias perpetradas por Florencia sobre las poblaciones del fiesolano. Para los florentinos era de vital importancia poder controlar políticamente y militarmente la ciudad amurallada, por ser un punto estratégico en sus aspiraciones de expansionismo. Quitando todo dominio que tuviese el príncipe obispo de Fiesole.
El obispo Juan I, en 1103, pide ayuda al papa Pascual II y este, por medio de una bula declaró que la diócesis de Fiesole no sería agregada a la Florencia. A partir de entonces la diócesis se convirtió en un enclave dentro del territorio florentino. La medida no gustó, como era obvio, a los gobernantes florentinos, por ello, el obispo Juan fue exiliado de la ciudad y debió gobernar su diócesis, moviéndose de un castillo a otro.
A su sucesor, Jonatán, los florentinos le propusieron la concesión de trasladar la sede episcopal a Florencia en cambio de una renuncia definitiva a sus pretensiones temporales. El obispo rechazó dicha petición, se instaló en su antiguo palacio episcopal y restableció la sede catedral de Fiesole de la que había sido expulsado su predecesor. Para ello debió expulsar a los benedictinos instalados allí por los florentinos. El papa Inocencio II obligó al obispo a reincorporar a los benedictinos y este debió contentarse con hacer del castillo de Monteloro su sede.
La misma propuesta hicieron los florentinos a sus suceres, una y otra vez, hasta no lograr su cometido. Incluso, invadieron la ciudad con el fin de someter a los fiesolanos. Los obispos lograron resistir, en una continua huida y retorno a la ciudad.

### La cautividad florentina
A partir de 1208 el obispo Rainieri, a causa de sus deudas con la República de Florencia, debió ceder y trasladar la catedral a Florencia y gobernar su diócesis desde allí, en calidad de vasallo de la República de Florencia. Periodo conocido en la historia fiesolana como la cautividad florentina.
Cuando el 10 de mayo de 1419 el papa Martín V elevó la sede de Florencia al rango de arquidiócesis metropolitana, le asignó Fiesole como sufragánea, que siempre había estado inmediatamente sujeta a la Santa Sede.
El seminario diocesano fue establecido el 8 de mayo de 1575 por el obispo Francesco Cattani da Diacceto. Inicialmente tenía su sede en Ponterosso y luego fue trasladada a un edificio dedicado en Fiesole por el obispo Lorenzo Della Robbia en 1635.
El 11 de mayo de 1784 la arquidiócesis de Florencia, mediante el breve Exponi Nobis del papa Pío VI, adquirió la parroquia de Santa Lucía en Trespiano de la diócesis de Fiesole y al mismo tiempo le cedió la parroquia de San Martino en Mensola.
El fin de dicha cautividad solo llegó en 1874, luego de la unificación italiana. El obispo pudo regresar a su sede en Fiesole. El primer obispo de la sede de Fiesole luego de casi siete siglos fue Luigi Corsani.

## Estadísticas
Según el Anuario Pontificio 2024 la diócesis tenía a fines de 2023 un total de 144 128 fieles bautizados.
| Año                                                                             | Población            | Población | Población      | Sacerdotes | Sacerdotes    | Sacerdotes    | Bautizados por sacerdote | Diáconos permanentes | Religiosos | Religiosos | Parroquias |
| Año                                                                             | Bautizados católicos | Total     | % de católicos | Total      | Clero secular | Clero regular | Bautizados por sacerdote | Diáconos permanentes | Varones    | Mujeres    | Parroquias |
| ------------------------------------------------------------------------------- | -------------------- | --------- | -------------- | ---------- | ------------- | ------------- | ------------------------ | -------------------- | ---------- | ---------- | ---------- |
| 1950                                                                            | 154 600              | 154 700   | 99.9           | 403        | 278           | 125           | 383                      |                      | 155        | 364        | 256        |
| 1970                                                                            | 132 519              | 132 800   | 99.8           | 310        | 205           | 105           | 427                      |                      | 129        | 640        | 261        |
| 1980                                                                            | 135 900              | 137 100   | 99.1           | 293        | 184           | 109           | 463                      |                      | 122        | 520        | 261        |
| 1990                                                                            | 130 000              | 137 000   | 94.9           | 242        | 157           | 85            | 537                      | 6                    | 85         | 460        | 218        |
| 1999                                                                            | 131 500              | 137 500   | 95.6           | 264        | 133           | 131           | 498                      | 11                   | 141        | 418        | 218        |
| 2000                                                                            | 131 500              | 137 200   | 95.8           | 271        | 135           | 136           | 485                      | 11                   | 136        | 431        | 218        |
| 2001                                                                            | 135 000              | 138 100   | 97.8           | 274        | 138           | 136           | 492                      | 11                   | 136        | 431        | 218        |
| 2002                                                                            | 132 000              | 134 000   | 98.5           | 272        | 140           | 132           | 485                      | 11                   | 262        | 426        | 218        |
| 2003                                                                            | 131 200              | 135 000   | 97.2           | 280        | 145           | 135           | 468                      | 11                   | 272        | 415        | 218        |
| 2004                                                                            | 131 200              | 132 000   | 99.4           | 237        | 137           | 100           | 553                      |                      | 134        | 415        | 218        |
| 2006                                                                            | 138 900              | 140 900   | 98.6           | 261        | 151           | 110           | 532                      | 16                   | 140        | 340        | 218        |
| 2013                                                                            | 145 200              | 154 700   | 93.9           | 225        | 160           | 65            | 645                      | 17                   | 72         | 320        | 218        |
| 2016                                                                            | 143 120              | 152 320   | 94.0           | 194        | 138           | 56            | 737                      | 17                   | 61         | 229        | 218        |
| 2019                                                                            | 142 221              | 153 120   | 92.9           | 194        | 138           | 56            | 733                      | 16                   | 60         | 229        | 222        |
| 2021                                                                            | 144 128              | 155 341   | 92.8           | 168        | 137           | 31            | 857                      | 15                   | 35         | 227        | 218        |
| 2023                                                                            | 144 128              | 155 341   | 92.8           | 155        | 119           | 36            | 929                      | 15                   | 40         | 221        | 215        |
| Fuente: Catholic-Hierarchy, que a su vez toma los datos del Anuario Pontificio. |                      |           |                |            |               |               |                          |                      |            |            |            |

### Vida consagrada
Los institutos religiosos masculinos presentes en la diócesis son: benedictinos vallombrosianos, dominicos, Franciscanos observantes, Siervos de María, escolapios, Oblatos de María Inmaculada, redentoristas y rogacionistas. Mientras que entre los femeninos se encuentran las: agustinas, benedictinas, benedictinas camaldulenses, dominicas, agustinas de la Santísima Anunciada, carmelitas, hijas del Divino Celo, franciscanas de la Santísima Anunciada, terciarias franciscanas isabelinas, misioneras franciscanas del Verbo Encarnado, hermanas de la Inmaculada Concepción, ursulinas de San Jerónimo de Somasca, pasionistas de San Pablo de la Cruz, misioneras del Sagrado Costado, misioneras franciscanas del Sagrado Corazón, doroteas de Cemmo, hermanas de San Felipe Neri, hermanas de San José de la Aparición, siervas de María manteladas y hermanas pobres del Evangelio.

## Episcopologio
- San Rómulo † (siglo IV)[13]
- Anónimo † (mencionado en 492/496)
- Rustico † (mencionado en 536)
- Anónimo † (mencionado en 556)
- Teodaldo † (mencionado en 715)
- San Leto † (siglo IX)
- San Romano † (siglo IX)

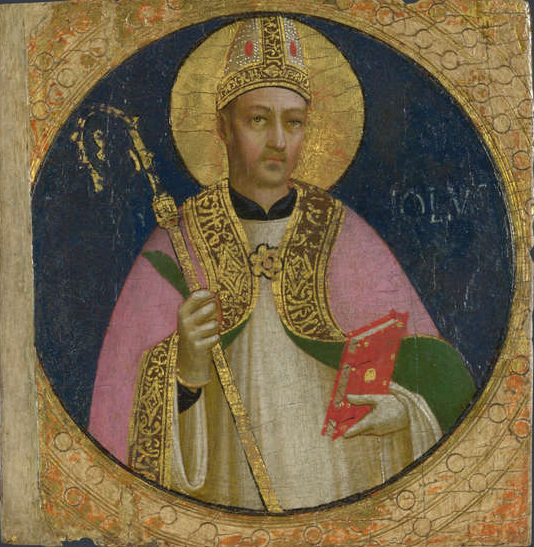
Romolo de Fiesole, según la tradición es el primer obispo de la diócesis

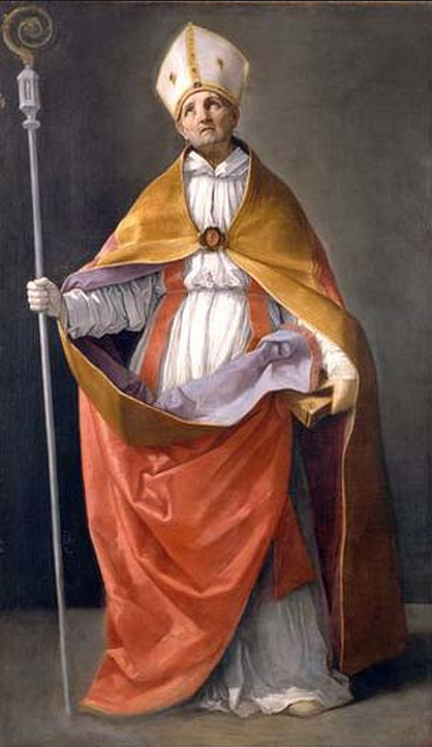
Andrés Corsini, obispo desde 1349 hasta 1374

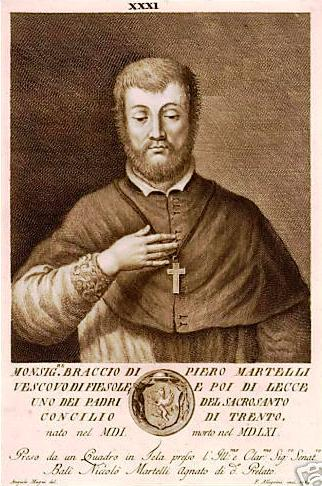
Braccio Martelli, obispo de 1530 a 1552

- San Alessandro † (inicios del siglo IX)[14]
- Grusulfo † (mencionado en 826)
- San Donato † (antes de 844-22 de octubre circa 876 falleció)[15]
- Zanobi I † (antes de agosto de 877-después de abril de 899)
- Erlando † (mencionado en 901)
  - Vinizzone † (mencionado en 953) (antiobispo)
- Zanobi II † (mencionado en 953 o en 966)
- Pietro † (mencionado en 982)
- Raimondo † (983-después de 1000 circa)
- Regembaldo † (1017-1024)
- Jacopo Bavaro † (1024-1038)
- Atinulfo † (1039-1057)
- Gerardo † (1057-?)
- Trasmondo † (1059-1077)
- Guglielmo † (1077-1099)
- Gebizzo † (1099-?)
- Giovanni I † (1101-después de 1103)
- Giovanni II † (1114-1134)
- Gionata † (1144-?)
- Rodolfo † (1153-1179)
- Lanfranco † (1179-1187)
- Ranieri † (1192-1219 falleció)
- Ildebrando da Lucca † (1220-21 de septiembre de 1256 falleció)
- Manetto † (3 de octubre de 1257-mayo de 1277 falleció)
- Filippo da Perugia, O.F.M. † (12 de febrero de 1282-1297 renunció)
- Agnolo da Camerino, O.E.S.A. † (22 de abril de 1298-1301 renunció)
- Bartolomeo da Siena, O.F.M. † (21 de marzo de 1301-1301 renunció)
- Antonio d'Orso † (1301-9 de junio de 1310 nombrado obispo de Florencia)

- Corrado Gualfreducci della Penna, O.P. † (5 de marzo de 1311-1312 falleció)
- Tedice di Aliotto Visdomini † (20 de julio de 1312-octubre de 1336 falleció)
- Fuligno Carboni † (14 de marzo de 1337-17 de junio de 1349 falleció)
- San Andrea Corsini, O.Carm. † (13 de octubre de 1349-6 de enero de 1374 falleció)
- Beato Neri Corsini † (23 de enero de 1374-14 de noviembre de 1377 falleció)
- Niccolò Vanni † (1378-1383 nombrado obispo de Recanati y Macerata)
- Antonio Cipolloni, O.P. † (1384-11 de febrero de 1390 nombrado obispo de Volterra)
- Jacopo Altoviti, O.P. † (15 de febrero de 1390-5 de junio de 1408)
- Luca Manzoli, O.Hum. † (24 de agosto de 1408-1408 renunció)
  - Antonio Caetani † (2 de julio de 1409-1411) (administrador apostólico)[16]
- Bindo Ferrucci † (31 de agosto de 1411-1421 falleció)
- Benozzo Federighi † (17 de noviembre de 1421-1450 falleció)
- Leonardo Salutati † (3 de agosto de 1450-1466 falleció)
- Antonio degli Agli † (4 de mayo de 1467-30 de abril de 1470 nombrado obispo de Volterra)
- Guglielmo Becchi, O.S.A. † (17 de mayo de 1470-1480 renunció)
  - Giovanni Arcimboldi † (1480-1481 renunció) (administrador apostólico)
- Roberto Folchi † (27 de junio de 1481-1530 falleció)
- Guglielmo Folchi † (1530 por sucesión-17 de abril de 1530 falleció)
- Braccio Martelli † (20 de junio de 1530-12 de febrero de 1552 nombrado obispo de Lecce)
- Pietro Camaiani † (12 de febrero de 1552-7 de octubre de 1566 nombrado obispo de Ascoli Piceno)
- Angelo Cattani da Diacceto, O.P. † (15 de noviembre de 1566-1570 renunció)
- Francesco Cattani da Diacceto † (11 de agosto de 1570-4 de noviembre de 1595 falleció)
- Alessandro Marzi Medici † (12 de febrero de 1596-27 de junio de 1605 nombrado arzobispo de Florencia)
- Bartolomeo Lanfredini † (12 de septiembre de 1605-28 de agosto de 1614 falleció)
- Baccio Gherardini † (12 de enero de 1615-1 de agosto de 1620 falleció)
- Tommaso Ximenes † (16 de noviembre de 1620-3 de noviembre de 1633 falleció)
  - Cosimo della Gherardesca † (10 de mayo de 1633-2 de agosto de 1634 falleció) (obispo electo)
- Lorenzo della Robbia † (6 de agosto de 1634-25 de enero de 1645 falleció)
- Roberto Strozzi † (12 de junio de 1645-24 de abril de 1670 falleció)
- Filippo Soldani † (1 de septiembre de 1670-13 de agosto de 1674 falleció)
- Filippo Neri degli Altoviti † (27 de mayo de 1675-28 de noviembre de 1702 falleció)
- Tommaso della Gherardesca † (12 de febrero de 1703-12 de noviembre de 1703 nombrado arzobispo de Florencia)
- Orazio Maria Panciatichi † (17 de diciembre de 1703-mayo de 1716 falleció)

- Luigi Maria Strozzi † (1 de julio de 1716-6 de enero de 1736 falleció)
- Francesco Maria Ginori † (27 de febrero de 1736-1 de septiembre de 1775 falleció)
- Ranieri Mancini † (15 de abril de 1776-10 de febrero de 1814 falleció)
- Martino Leonardo Brandaglia † (15 de marzo de 1815-7 de agosto de 1825 falleció)
  - Sede vacante (1825-1828)
- Giovanni Battista Parretti † (28 de enero de 1828-23 de diciembre de 1839 nombrado arzobispo de Pisa)
  - Sede vacante (1839-1843)
- Vincenzo Menchi † (30 de enero de 1843-22 de mayo de 1846 falleció)
  - Sede vacante (1846-1848)
- Francesco Bronzuoli † (11 de septiembre de 1848-1 de marzo de 1856 falleció)
- Gioacchino Antonelli † (3 de agosto de 1857-27 de septiembre de 1859 falleció)
  - Sede vacante (1859-1871)
- Lorenzo Frescobaldi † (27 de octubre de 1871-2 de mayo de 1874 falleció)
- Luigi Corsani † (15 de junio de 1874-11 de febrero de 1888 falleció)
- Benedetto Tommasi † (1 de junio de 1888-11 de julio de 1892 nombrado arzobispo de Siena)
- David Camilli † (16 de enero de 1893-13 de febrero de 1909 falleció)
- Giovanni Fossà † (29 de abril de 1909-17 de diciembre de 1936 falleció)
- Giovanni Giorgis † (14 de julio de 1937-31 de diciembre de 1953 nombrado obispo de Susa)
- Antonio Bagnoli † (8 de abril de 1954-1 de agosto de 1977 retirado)
- Simone Scatizzi † (1 de agosto de 1977-27 de mayo de 1981 nombrado obispo de Pistoya)
- Luciano Giovannetti † (27 de mayo de 1981-13 de febrero de 2010 retirado)
- Mario Meini (13 de febrero de 2010-21 de abril de 2022 retirado)
- Stefano Manetti, desde el 21 de abril de 2022